# Мальмеді

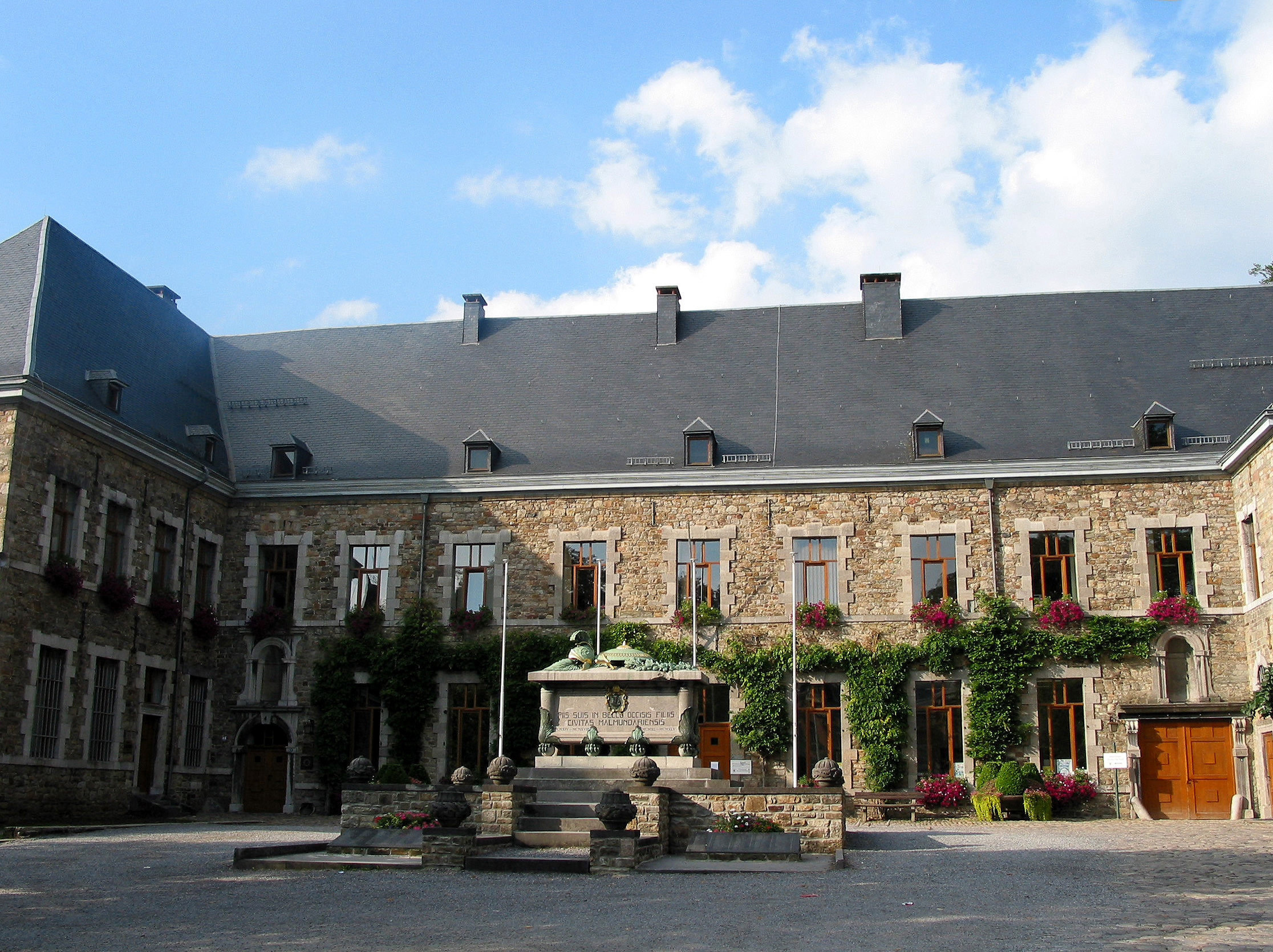
Меморіал жертвам Другої світової війни

Мальмеді́ (фр. Malmedy, валлон. Måmdey) — муніципалітет у Бельгії у валлонській провінції Льєж. Складається з трьох суб-муніципалітетів: власне Мальмеді, Бельво-Люневіль та Бевере.
Станом на початок 2015 року населення міста становило 12 345 осіб.

## Історія
Назва «Мальмеді» походить від латинського речення «A malo mundarum», що означає «очищення від зла». Назва виникла через регулярні повені в минулому річкою Варче, яка протікає через місто. 
Місто було засноване в 648 році святим Ремаклем, абатом абатства Соліньяк у Франції. Він заснував свій бенедиктинський монастир у Мальмеді. Від цієї дати до 1794 року історія Мальмеді пов’язана з князівським абатством Ставело-Мальмеді, духовною мікродержавою, якою керує принц-абат.
Протягом 1146 років Мальмеді та Ставело разом утворювали князівство Ставело-Мальмеді. Сімдесят сім послідовних князів-абатів німецької Священної Римської імперії та графства Лонь очолювали державу. Однак між двома містами швидко розгорілося суперництво, оскільки Сен-Ремакль вирішив обрати Ставело головним містом князівства.
У XVI столітті в районі Мальмеді з'явилася значна кількість галузей промисловості: виробництво сукна та пороху, обробка шкіри. У XVII столітті Ставело-Мальмеді став найважливішим центром шкіряного виробництва в Європі. Але основною галуззю в Мальмеді була паперова промисловість. Це принесло місту значні багатства.
У 1795 році, під час Французької революції та Льєзької революції , князівство Ставело-Мальмеді зникло та було об'єднане з Францією. Мальмеді була нижчою префектурою в департаменті Урт. 
Після поразки Наполеона в 1815 році під час Віденського конгресу було прийнято рішення приєднати Мальмеді, романське та валлонське місто, до Пруссії, німецької держави. Ця особлива ситуація в Мальмеді спричинила багато проблем у перші 50 років. Однак мешканці могли вільно розмовляти французькою мовою, як їм заманеться, у тому числі під час повсякденного управління міською радою.
Ця ситуація змінилася, коли після франко-німецької війни 1870 року до влади прийшов канцлер Бісмарк. Для прусської адміністрації Мальмеді зазнав подвійної невигідності, оскільки він був франкомовним і більшість жителів були католиками. З цього моменту Мальмеді був змушений германізуватися. У школах були заборонені уроки французької мови, а німецька мова була обов'язковою. Священикам більше не дозволяли проповідувати французькою. 
Під час Першої світової війни населення Мальмеді воювало в німецькій формі. Але коли було оголошено про поразку Німецької імперії, Мальмеді та інші східні кантони були приєднані до Бельгії згідно з Версальським договором. Мальмеді та сусідній Ейпен підлягали плебісциту, щоб визначити, чи буде регіон відділений від Німеччини та приєднаний до Бельгії. Бюлетені для голосування вимагали реєстрації імен та адрес пронімецьких виборців (інші вважалися пробельгійськими), і німецькомовне населення Ейпена та Мальмеді було залякане. Обидва були офіційно анексовані 6 березня 1925 року. 
Головна церква Мальмеді була побудована в 1777 році і служила кафедральним собором з 1920 по 1925 рік. У деяких старих джерелах назва міста пишеться як «Мальмеді», оскільки цей акцент був навмисно доданий, коли був частиною Пруссії та Німеччини, але на його офіційному веб-сайті вказано як «Malmédy» без акценту. Разом із сусіднім містом Ейпен він утворив німецькомовну територію Бельгії. Це змінилося після війни. Протягом цього періоду кілька нестримних осіб дійшли до того, що заснували «Валонський клуб» у 1897 році, який існує й сьогодні. 
У 1944 році під час битви при Балджі ця територія була місцем різанини в Мальмеді, де нацистські війська СС під командуванням Йоахіма Пайпера стратили 84 американських військовополонених. Це була одна з низки таких масових вбивств в’язнів і бельгійських цивільних осіб, які відбулися в районі Мальмеді. Між 1940 і 1945 роками Мальмеді було знову включено до складу Німеччини.
21 грудня саме місто, яке тоді утримувалося військами США, було атаковано німецькими військами під командуванням Отто Скорцені, які були відбиті. Крім того, 23, 24 і 25 грудня 1944 року місто неодноразово бомбардувалося військово-повітряними силами армії Сполучених Штатів у серії дружніх вогневих інцидентів. Приблизно 200 мирних жителів були вбиті під час трагічних нападів, тоді як кількість втрат американців Міністерство оборони Сполучених Штатів ніколи не оприлюднювало.
Сьогодні жителі Мальмеді є сумішшю романської та німецької культур. Незважаючи на всі зміни, мальмедійці, здається, зберегли якості, визнані англійським хіміком 18-го століття, коли він сказав: «Мешканці Мальмеді чесні, вправні, багаті, люб’язні, товариські та ввічливі до іноземців».
Нині населення становить приблизно 12 000 жителів, є сім чоловічих хорів, два пісенних колективи, чотири духові оркестри, акордеонний клуб, мандолінний клуб і дуже активна музична академія.

## Відомі особистості
У місті народився:
- Марі-Анн Лібер (1782—1865) — бельгійська вчена-ботанік та міколог.
- Анрі Пуссер (1929—2009) — бельгійський композитор, педагог.
- Рауль Юбак (1910—1985) — французький живописець, графік, фотохудожник «нової Паризької школи».